# Nonnegative
Nonnegative es el séptimo álbum de estudio de la banda japonesa de post-hardcore Coldrain, que fue lanzado el 6 de julio de 2022 a través de sello discográfica Warner Music Japan.
Nonnegative es el tercer álbum de la banda lanzado por Warner Music y es la continuación de The Side Effects de 2019. Fue anunciado formalmente durante la transmisión en vivo del decimoquinto aniversario de la banda y fue precedido por cinco sencillos.

## Composición
El álbum Nonnegative ha sido descrito por la crítica como post-hardcore, metalcore, metal alternativo, rock alternativo, hard rock, rock electrónico y pop punk.

## Lista de canciones
Todas las letras escritas por Masato Hayakawa, toda la música compuesta por Masato Hayakawa y Ryo Yokochi, excepto cuando se indique lo contrario.

| N.º | Título                            | Duración |  |
| 1.  | «Help Me Help You»                | 3:43     |  |
| 2.  | «Calling»                         | 3:27     |  |
| 3.  | «Cut Me»                          | 3:23     |  |
| 4.  | «Before I Go»                     | 4:06     |  |
| 5.  | «Bloody Power Fame»               | 3:58     |  |
| 6.  | «Here with You»                   | 3:19     |  |
| 7.  | «Boys and Girls»                  | 4:09     |  |
| 8.  | «Paradise (Kill the Silence)»     | 3:43     |  |
| 9.  | «2020»                            | 4:01     |  |
| 10. | «Rabbit Hole»                     | 3:42     |  |
| 11. | «Don't Speak» (cover de No Doubt) | 3:50     |  |
| 12. | «From Today»                      | 3:53     |  |

## Personal
Coldrain
- Masato Hayakawa – Voz principal, letras
- Ryo Yokochi - guitarra principal, composición
- Kazuya Sugiyama – Guitarra rítmica
- Ryo Shimizu - Bajo
- Katsuma Minatani - batería